# ズマ (アルバム)
| 専門評論家によるレビュー      | 専門評論家によるレビュー |
| レビュー・スコア              | レビュー・スコア         |
| 出典                          | 評価                     |
| ----------------------------- | ------------------------ |
| オールミュージック            | [ 1 ]                    |
| Christgau's Record Guide      | A−                       |
| Encyclopedia of Popular Music | [ 3 ]                    |
| The Great Rock Discography    | 8/10                     |
| MusicHound Rock               | 4/5                      |
| ピッチフォーク                | 8.7/10                   |
| The Rolling Stone Album Guide | [ 7 ]                    |
| Spin Alternative Record Guide | 9/10                     |
| Tom Hull                      | B+                       |

『ズマ』はカナダ/アメリカのミュージシャン、ニール・ヤングの7枚目のスタジオ・アルバムで、1975年11月にリプリーズ・レコードから発売された。クレイジー・ホースとの共同名義で、ヤングの最も知られた楽曲の一つである「コルテス・ザ・キラー」が収録されている。
発売後、Billboard 200で最高25位に達した。1997年にアメリカレコード協会のゴールドディスク認証を受けた。2000年にはコリン・ラーキンの『史上最高の1000枚のアルバム』で、410位の票を得た。

## 背景
1972年のクレイジー・ホースの元ギタリストでバンドメンバーのダニー・ウィッテンのアルコール/ジアゼパムの過剰摂取による死は、ニール・ヤングに大きな影響を与え、クレイジー・ホースの活動を中断することになった。
1973年後半に、ヤングはクレイジー・ホースのリズムセクションのビリー・タルボット（ベース）およびラルフ・モリーナ（ドラムス）、ヤングの『アフター・ザ・ゴールド・ラッシュ』（1970年）に参加後、1970年から1971年にかけてウィッテン率いるクレイジー・ホースに参加していたニルス・ロフグレン （マルチプレイヤー）、ストレイ・ゲイターからのベン・キースらとともにツアーを行った。このグループは、当初はクレイジー・ホースと呼ばれていたが、サンタモニカ・フライヤーズとして知られるようになった。 このメンバーが『今宵その夜』（1975年）のほとんどの楽曲を録音した。
クロスビー、スティルス＆ナッシュとの1974年のスタジアムツアーと、CSNYの2枚目のスタジオアルバムの試みが頓挫した後でヤングはタルボットおよびモリーナにリズムギタリストのフランク・サンペドロを加えた新しい編成のクレイジー・ホースを結成した。この編成は1980年代の短い期間を除いて、2018年にサンペドロが引退してロフグレンが後任になるまで安定していた。

## 内容
『ズマ』は『時は消え去りて』、『渚にて』、『今宵その夜』からなる、いわゆる「ディッチ・トリロジー」の後で初めてのアルバムだった。
「ドント・クライ・ノー・ティアーズ」の歌詞とメロディは、部分的に Archives（2009年） に収められたヤングが高校生の時に書いた "I Wonder" に由来している。1996年のステージの最中に、ヤングは高校時代に「中南米でかかった下痢」に苦しみながら「コルテス・ザ・キラー」も書いたと主張している。突然の電力サージで元のカットが突然停止し、追加の最後のヴァースが録音されなかったため、この曲はフェードアウトで終わっている。これを聞いたヤングの反応は、「あのヴァースはどっちみち好きではない」というもので、ライブで演奏されることはなかった。
「デンジャー・バード」ではヤングは "L.A. Girls and Ocean Boys" という未発表曲の一部を挿入しているが、これはヤングとキャリー・スノッドグレスとの破局に関連したもので、特に "'Cause you've been with another man / there you are and here I am"（「あなたが他の男と一緒にいたから／あなたはそこにいて、私はここにいる」）がこのことを示している。

## 収録曲
全曲ニール・ヤングが作詞作曲
| #  | タイトル                                                   | 作詞 | 作曲・編曲 | 時間 |
| -- | ---------------------------------------------------------- | ---- | ---------- | ---- |
| 1. | 「ドント・クライ・ノー・ティアーズ（Don't Cry No Tears）」 |      |            | 2:34 |
| 2. | 「デンジャー・バード（Danger Bird）」                      |      |            | 6:54 |
| 3. | 「パードン・マイ・ハート（Pardon My Heart）」              |      |            | 3:49 |
| 4. | 「ルッキン・フォー・ラヴ（Lookin' for a Love）」           |      |            | 3:17 |
| 5. | 「バーストゥール・ブルース（Barstool Blues）」             |      |            | 3:02 |

| #  | タイトル                                       | 作詞 | 作曲・編曲 | 時間 |
| -- | ---------------------------------------------- | ---- | ---------- | ---- |
| 6. | 「ステューピッド・ガール（Stupid Girl）」      |      |            | 3:13 |
| 7. | 「ドライヴ・バック（Drive Back）」             |      |            | 3:32 |
| 8. | 「コルテス・ザ・キラー（Cortez the Killer）」  |      |            | 7:29 |
| 9. | 「スルー・マイ・セイルズ（Through My Sails）」 |      |            | 2:41 |

## 参加ミュージシャン
- ニール・ヤング – ボーカル、ギター、ピアノ

クレイジー・ホース
- フランク・サンペドロ（英語版） – リズムギター(「パードン・マイ・ハート」と「スルー・マイ・セイルズ」を除く全曲)
- ビリー・タルボット（英語版） – ベース(「パードン・マイ・ハート」と「スルー・マイ・セイルズ」を除く全曲)、バックボーカル(「スルー・マイ・セイルズ」を除く全曲)
- ラルフ・モリーナ（英語版） – ドラムス(「パードン・マイ・ハート」と「スルー・マイ・セイルズ」を除く全曲)、バックボーカル(「スルー・マイ・セイルズ」を除く全曲)

追加ミュージシャン
- ティム・ドラモンド（英語版） – ベース(「パードン・マイ・ハート」)
- スティーヴン・スティルス – ベース、バックボーカル(「スルー・マイ・セイルズ」)
- デヴィッド・クロスビー、グラハム・ナッシュ – バックボーカル(「スルー・マイ・セイルズ」)
- ラス・カンケル – コンガ(「スルー・マイ・セイルズ」)

技術
- Mazzeo - ジャケットアートワーク

## チャート
| チャート（1975年）                               | 最高 順位 |
| ------------------------------------------------ | --------- |
| オーストラリア（ケント・ミュージック・レポート） | 44        |
| アメリカ Billboard トップLPアンド・テープ        | 25        |
| 全英アルバムチャート                             | 44        |
| カナダ RPM 100アルバム                           | 69        |
| フィンランド アルバムチャート                    | 27        |
| フランス アルバムチャート                        | 13        |
| 日本 アルバムチャート                            | 84        |
| スペイン アルバムチャート                        | 13        |
| ニュージーランド アルバムチャート                | 35        |
| オランダ MegaCharts Albums                       | 4         |
| アメリカ キャッシュボックス誌トップ100アルバム   | 25        |
| アメリカ Record World アルバムチャート           | 30        |

## 認定
| 国/地域                    | 認定   | 認定/売上数 |
| -------------------------- | ------ | ----------- |
| イギリス (BPI)             | Silver | 60,000^     |
| アメリカ合衆国 (RIAA)      | Gold   | 500,000^    |
| ^ 認定のみに基づく出荷枚数 |        |             |